# فرد ستيوارت
فرد ستيوارت هو سياسي كندي، ولد في 8 يوليو 1934 في كندا. حزبياً، نشط في الرابطة التقدمية المحافظة في ألبرتا ‏. وقد انتخب عضو الجمعية التشريعية ألبرتا.